# Hadena occidentalis
Hadena occidentalis là một loài bướm đêm trong họ Noctuidae.